# Leopold van Oppen

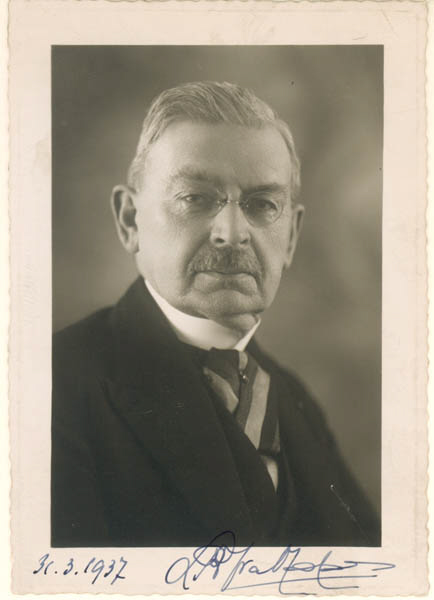
Gesigneerde foto van Leopold van Oppen uit 1937

Leopold Bernard Josef van Oppen (Maastricht, 23 augustus 1871 - aldaar, 20 oktober 1941) was een Nederlands jurist en bestuurder. Hij was burgemeester van Maastricht van 1910 tot 1937.

## Biografische schets
Leopold van Oppen werd geboren in een bekend Zuid-Limburgs geslacht van juristen, ambtenaren en ondernemers. Hij was de zoon van de advocaat en procureur Eugène van Oppen (1834-1885) en Antoinette Boots (1840-1928). Leopold was dertien jaar oud toen op 9 april 1885 de opzienbarende meervoudige moord op zijn vader, zijn oudste broer Antoine en zijn zus Hubertine plaatsvond.
Hij volgde middelbaar onderwijs aan het Stedelijk Gymnasium in zijn geboortestad. Hij studeerde rechten in Utrecht en promoveerde aldaar in 1894. In 1898 werd hij gemeentesecretaris van Maastricht.
In zijn ambtsperiode als burgemeester opende de cementfabriek ENCI (1920), vond de Zinkwitstaking plaats (1929) en werd de Wilhelminabrug gebouwd (1932). Tevens werd onder zijn bestuur meer aandacht gegeven aan de volkswoningbouw, met behulp van de Maastrichtse woningbouwverenigingen Beter Wonen, Sint Servatius en Sint Matthias.
Van Oppen was gehuwd met de in Amsterdam geboren Clementina Maria Julia Schmedding, met wie hij twaalf kinderen kreeg. Van 1913 tot 1940 bewoonde het gezin als ambtswoning de helft van de Villa Hessen (ook wel 'Schippersbeurs' genoemd) in het Villapark. In de Tweede Wereldoorlog was hier het onderkomen van de NSB gevestigd en in 1974 werd de villa gesloopt.

## Nalatenschap, gedenktekens
Op de Algemene Begraafplaats Tongerseweg bevindt zich het grafmonument van de familie Van Oppen. De Burgemeester Van Oppen-bank werd in 1935 bij gelegenheid van het 25-jarig jubileum van de burgemeester onthuld in het Waldeckpark. De 12 meter lange bank is ontworpen door Charles Vos en studenten van de Kunstnijverheidschool. Het bijbehorend bronzen reliëf werd in 2011 gestolen en een jaar later vervangen door een hardstenen replica. Charles Vos ontwierp tevens de buste in het Goeman Borgesiusplantsoen in de wijk Mariaberg, eveneens onthuld in 1935. Zijn geschilderd portret hangt in de voormalige raadzaal van het Stadhuis van Maastricht.

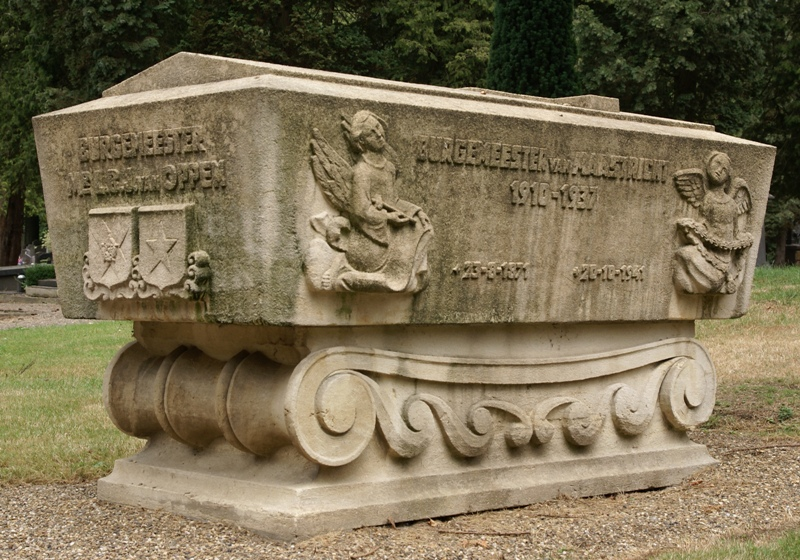
Familiegraf Van Oppen
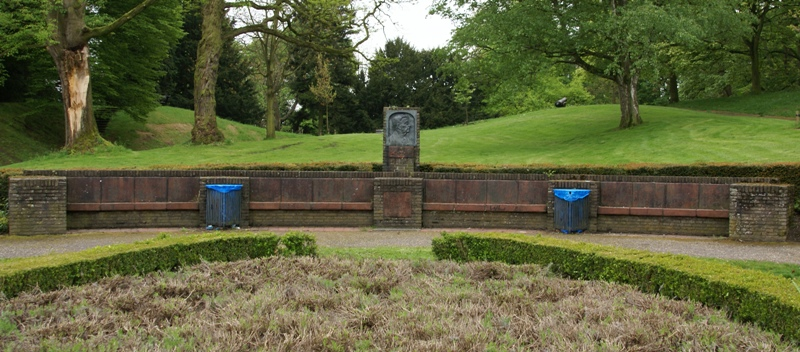
Van Oppen-bank
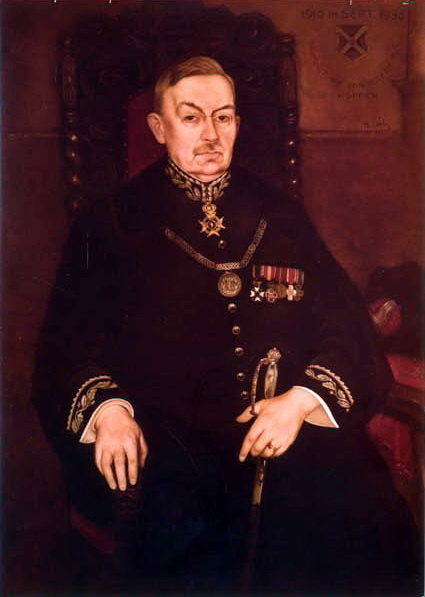
Portret in het Stadhuis